# Диадемен ликотевтис
Диадемните ликотевтиси (Lycoteuthis lorigera) са вид главоноги от семейство Lycoteuthidae.
Те са незастрашен вид.
Таксонът е описан за пръв път от Япетус Стенструп през 1875 година.